# UFC on Fox: Henderson vs. Thomson
UFC  on Fox: Henderson vs. Thomson (ou UFC on Fox 10) foi um evento de artes marciais mistas promovido pelo Ultimate Fighting Championship que foi realizado no dia 25 de janeiro de 2014, no United Center em Chicago, Illinois.

## Background
O evento principal foi a luta entre o ex-Campeão Peso Leve do UFC Ben Henderson e o ex-Campeão Peso Leve do Strikeforce Josh Thomson.Porém o resultado foi uma polêmica Decisão dividida.
Ol eksiy Oliynyk era esperado para enfrentar Jared Rosholt no evento, porém, uma lesão tirou Oliynyk do evento e a Rosholt também foi retirado do card.
Pascal Krauss e Adam Khaliev eram esperados para se enfrentarem no evento, porém, os dois lutadores tiveram que se retirar da luta e a luta foi riscada do card.

## Bônus da Noite
Cada lutador faturou US$ 50.000 (cerca de R$ 120 mil).
- Luta da Noite:  Alex Caceres vs.  Sergio Pettis
- Nocaute da Noite:  Donald Cerrone
- Finalização da Noite:  Alex Caceres